# El juego de la vida (telenovela chilena)
El juego de la vida es una telenovela chilena, producida y emitida por TVN durante el primer semestre de 1983. Basada en el original brasileño Algemas de Ouro, idealizada por Benedito Ruy Barbosa y emitida por RecordTV en 1969, fue adaptada por María Elena Gertner, Andrés Urrutia y Silvia Gutiérrez.
La primera temporada es protagonizada por Alejandro Cohen y Nívea María, y la segunda temporada Maria es reemplazada por Sonia Viveros en el rol principal. Acompañados de Anita Klesky, Sergio Aguirre y Consuelo Holzapfel y antagonizada por Domingo Tessier, Violeta Vidaurre, David Guzmán, Exequiel Lavandero, Marcela Medel y Jorge Rodríguez, además de las actuaciones estelares de Bastián Bodenhöfer, Schlomit Baytelman y la presentación de Pilar Cox y Valeria Schneider.

## Argumento
El Juego de la Vida cuenta la historia de Agustín Ramírez (Domingo Tessier), un comerciante conocido como "el rey de la línea blanca", que se encuentra al borde de la bancarrota, y su familia. El patriarca es un hombre frío, autoritario, déspota, machista, que no tiene escrúpulos para conseguir lo que sea. Gran parte de su fortuna y bienes los obtuvo perjudicando a mucha gente humilde, ya que ejercía como usurero o prestamista, entregando sumas de dinero, para después cobrar intereses demasiado elevados. Por lo tanto, posee más de un enemigo, como saldrá a la luz con el transcurrir del tiempo.
Su núcleo familiar está compuesto por su esposa Isidora (Virginia Fisher), quien acata sumisamente los dictámenes del esposo, y sus hijos, Pilar (Consuelo Holzapfel), separada del periodista Claudio López (Exequiel Lavandero), y Agustín "Cucho" (Bastián Bodenhöfer). Pilar no ha podido superar el dolor del fracaso matrimonial, transformándose en un ser amargado, sin propósitos para salir adelante o un proyecto de vida. Mantiene una pésima relación con su exmarido. Tienen un hijo pequeño, Pablito (Daniel Vásquez). La situación entre ellos se vuelve más tensa cuando Claudio se involucra sentimentalmente con Carolina (Pilar Cox), prima de Pilar. Sumado a la tragedia que afecta mortalmente a Pablito. A su vez "Cucho" es un joven que vive su propio mundo, solo preocupado de divertirse y pasarlo bien, sin interesarse por los problemas familiares.
En otro plano, también protagónico, está Carmen (Anita Klesky) que después de enviudar, se aboca completamente a su familia, tratando de encauzar debidamente a sus hijos, para que aprendan a desenvolverse adecuadamente. Si bien ella no es una persona rígida de pensamiento, persiste la idea de querer que sus hijos imiten la imagen de honorabilidad de su difunto esposo. Más aún si tiene viviendo con ellos a Gabriela (Violeta Vidaurre), su suegra, quien no pierde ocasión para reprocharle por la forma en que actúa o cómo ha criado a sus nietos. Éstos son: Marcos (David Guzmán), Rodrigo (Rolando Valenzuela), y Marcela (Marcela Medel). Cada uno experimenta conflictos y problemas que van desde la rebeldía adolescente, intentar seguir los pasos de una figura paterna o involucrarse en amores tormentosos. Carmen es pretendida por el profesor Alejandro Gómez (Sergio Aguirre), su vecino y también viudo. Sin embargo, el camino para la felicidad de estos dos personajes maduros parece ser largo y difícil. Continuamente se enfrenta a la encrucijada de abandonar la propia custodia de sus hijos o bien acceder a los requerimientos amorosos de Alejandro.
La historia empieza el día en que Carmen y su familia se preparan para recibir a Marcos, quien regresa de Estados Unidos, tras un período de estudios. Este se ha casado con Vanessa (Nívea María), una joven extranjera a la que nadie conoce. Al principio, todo transcurre con normalidad; sin embargo, las cosas comienzan a complicarse. Doña Gabriela no ve con buenos ojos la llegada de la esposa de su nieto mayor, a la que constantemente se encarga de mortificar y de hacer sentir como una extraña. Por otro lado, Marcos va exhibiendo una personalidad, autoritaria, donde afloran sus traumas y carencias más íntimas. Todo esto lo va transformando en un ser muy complejo e inestable emocionalmente, que termina por derrumbarse tras la muerte inesperada de Vanessa.
Un factor importante de la teleserie pretendía ser el triángulo amoroso entre los personajes de Vanessa, Marcos y Guillermo (Alejandro Cohen). Un hombre muy noble, que se enamoró platónicamente de ella. Amor que nunca se concretó, ya que esta muere trágicamente en mitad de la trama. Guillermo queda deshecho y sólo mucho tiempo después logra reponerse, gracias a Paulina (Carolina Arregui), quien le devuelve las ganas de vivir y representa el puente para transitar hacia un amor maduro y definitivo, tal como es el de Melissa (Sonia Viveros).

## Producción
Los buenos resultados obtenidos con La gran mentira, en el semestre anterior, lograron que Herval Rossano se sintiera lo bastante satisfecho para continuar su aventura en Chile y se decidiera a realizar El juego de la vida. El director contrata a su entonces segunda esposa, la destacada actriz brasileña Nívea María, para protagonizar la teleserie. En alguna oportunidad, Rossano manifestó que le hubiera gustado que El Juego de la Vida se exhibiera en horario nocturno, para poder abordar ciertos temas como las relaciones de pareja, infidelidad y otros, de manera más profunda e intensa. El 14 de febrero de 1983, a pocas semanas del estreno, Hernán García, uno de los gestores de la llegada de Rossano a Televisión Nacional, abandona su cargo como Director Ejecutivo de TVN, asumiendo el cargo, Hugo Morales. 

### Problemas en reparto
Según Violeta Vidaurre, Rossano no estaba plenamente convencido de otorgarle el personaje de Gabriela. Fue ella quien, en primera instancia, se lo solicitó. Él, dudoso, accede. Pero le señala que no use maquillaje y que adopte una forma particular para hablar y desplazarse. Por otro lado, María Elena Gertner empleaba gran parte de la noche en escribir y armar los capítulos, destinando el día para dormir y descansar. Muchas veces, la llamaban por teléfono o iban productores hasta su casa en ese horario a pedir o exigir entrega de episodios. Pero ella, simplemente, no abría la puerta ni contestaba llamadas.
Pese a los problemas que enfrentó Shlomit Baytelman con Rossano durante las grabaciones de la producción anterior, este vuelve a considerarla, aunque en un rol más secundario. Pero la contratación de la modelo y conductora de televisión Pilar Cox generó resquemores en parte del elenco, por no poseer estudios formales de actuación, y una de las que más cuestionaba esto fue justamente Baytelman. Como consecuencia por alzar la voz, sería despedida de la teleserie y su personaje eliminado cuando esta ya estaba al aire. La actriz emigra a Canal 13, integrándose al elenco de Las herederas, lanzada en el segundo semestre de ese año.

### Censura y renuncia de Rossano
Un editorial publicado por el Diario La Segunda cuestiona abiertamente la teleserie, por considerar que presentaba personajes y situaciones de dudosa conducta moral, especialmente en lo referente a relaciones de pareja. Al respecto se señala textualmente que "no se puede blanquear ese bodrio”. El medio insta a que Hugo Morales corte por lo sano y suprima la teleserie. En uno de los capítulos, los personajes Carmen (Anita Klesky) y Alejandro (Sergio Aguirre) aparecieron juntos en la cama. La escena íntima no fue bien recibida por las nuevas autoridades del canal, quienes no dejaron pasar el detalle de que los actores exhibían sus hombros desnudos, y por lo tanto estaban sin pijamas, situación intolerable si se tenía en cuenta que los personajes no eran matrimonio; de nada servía que ambos fueran viudos y hubieran sobrepasado con creces la mayoría de edad. Hugo Morales llamó la atención de Rossano sobre la inconveniencia de mostrar una escena de semejante relativismo ético. A modo de respuesta, el carácter de Rossano se desplegó en plenitud.
Tras varias amenazas de renuncia, Rossano finalmente abandonó la dirección general de El Juego de la Vida, no sin antes modificar sumariamente el guion para liberar de su personaje a su esposa, Nívea María. La solución era muy simple. En medio de una plaza, y a pleno día, una mano empuña el revólver que de un solo disparo en el pecho asesina a Vanessa.

### Segunta etapa
Ante la partida de Rossano, el entonces editor Ricardo Vicuña asume la dirección de la teleserie, siendo este su primer trabajo como director general. Tenía ante sí el desafío de proseguir con la historia y de paso encontrarle nueva pareja a Alejandro Cohen, para que su personaje tuviera sentido de nuevo, ya que todas las motivaciones que explicaban la conducta de este habían desaparecido, con la irrupción de esa mano que, de un disparo, se deshizo del personaje de Nívea María. Con Vicuña a la dirección, El juego de la vida tuvo un giro hacia el ámbito policial, como una forma de mantener el interés de la audiencia. Además, se eliminaron los encuentros y alusiones amorosas entre los personajes de Klesky y Aguirre.
Gertner y Vicuña les surgió la idea de una amante juvenil, a modo de transición hacia un amor más estable y definitivo. Vicuña pensó en Maripepa Nieto, la figura del momento, para que se integrara a la historia como pareja de Cohen. Pero la vedette española rechazó el papel argumentando que ella esperaba un rol de mayor carácter, seguramente algo más serio y adecuado a su "perfil", aquel que la hiciera famosa al dar la espalda a la cámara del director Sergio Riesenberg en Sabor Latino. 

#### Nuevo reparto
De casualidad, en medio de un casting publicitario, Vicuña distingue a una joven morena que le pareció que podría dar con el papel. Así, Carolina Arregui acepta el que sería su primer rol dramático en la televisión. Al respecto, Bastián Bodenhöfer recordó, en el especial TVN 40 años, que la imagen más patente que tiene es la de Vicuña ingresando con Carolina en jumpers, a los estudios de Chile Films. Por su parte, la actriz señala que una de las cosas que más le costó al principio, fue cuando tuvo que besarse con Alejandro Cohen. Ante esto, desde la dirección ejecutiva de Televisión Nacional propuso a la célebre Sonia Viveros como la gran protagonista, en reemplazo de Nívea Maria y Carolina Arregui. 
Aparte de Carolina Arregui, varios actores se integraron a la producción, entre los que cabe destacar:
- Sonia Viveros: tras terminar las grabaciones de La noche del cobarde, en Canal 13, emigra a TVN, asumiendo el rol protagónico de El juego de la vida, para transformarse en quien será la pareja definitiva de Alejandro Cohen. Así, ambos actores vuelven a reencontrarse después de cuatro años, tras haber protagonizado la miniserie Martín Rivas.
- Cristián Campos: tal como Viveros, recibe el llamado de Ricardo Vicuña. Ha sido la única vez que el actor ha participado en una producción del canal estatal, ya que concluida esta, retorna inmediatamente a la exestación católica.
- David Guzmán: el actor ya tenía experiencia en el ámbito teatral. Sin embargo, confesaría que una de las cosas que más le costó, fue acostumbrarse al ritmo y lenguaje televisivo, por las diferencias que existen entre este y el del teatro.

Otros actores que se integraron a la historia fueron Pedro Villagra, Sonia Mena, Patricio Strahovsky y Eduardo Naveda. Por lo que consta en los créditos del capítulo final, figuran también nombres como Roberto Poblete, Mauricio Pesutic, César Arredondo, Gabriela Medina, Mario Gatica y Ana Reeves, entre otros.
Durante un mes y medio, la coordinadora de producción, Cecilia Stoltze asumió las funciones de Sonia Fuchs en la producción ejecutiva de la teleserie, ya que esta última fue invitada por organismos diplomáticos a viajar por distintos países de Europa, para enterarse en el terreno mismo de las novedades en materia de producción dramática televisiva.

## Elenco
- Nívea Maria como Vanessa Abreu.
- Alejandro Cohen como Guillermo Montero.
- David Guzmán como Marcos Salinas Latorre.
- Anita Klesky como Carmen Latorre, viuda de Salinas.
- Sergio Aguirre como Alejandro Gómez.
- Violeta Vidaurre como Gabriela Jorquera.
- Domingo Tessier como Agustín Ramírez.
- Virginia Fischer como Isidora Salas.
- Bastián Bodenhöfer como Agustín "Cucho" Ramírez Salas Jr.
- Consuelo Holzapfel como Pilar Ramírez Salas.
- Exequiel Lavandero como Claudio López.
- Shlomit Baytelman como Paola García.
- Marcela Medel como Marcela Salinas Latorre.
- Pilar Cox como Carolina Salinas Latorre.
- Rolando Valenzuela como Rodrigo Salinas Latorre.
- Diana Sanz como Madre de Sonia.
- Mirta González como Leonor.
- Luz Jiménez como Manuela.
- Jorge Rodríguez como Javier Navarro.
- Ana María Ramos como Isabel Palominos.
- Samuel Villarroel como Antonio.
- Cecilia Hidalgo como Sonia.
- María Angélica Vallejos.
- Luis Wigdorsky como Rolando.
- Jorge Boudon como Héctor.
- Mario Poblete como Periodista, colega de Claudio.
- Cora Díaz como Charito.
- John Knuckey como Fermín Lagos.
- Valeria Schneider Santelices como Teresa Gómez / Teresa Salinas.
- Daniel Vásquez como Pablo López Ramírez.
- Mónica Carrasco
- Osvaldo Lagos
- Jorge Cisternas
- María José Langlais
- Carlos Matamala
- Adríán Rocca
- José Pineda
- María Teresa Lértora
- Silvia Gutiérrez
- Violeta Contreras
- Eduardo Baldani
- Luis Arenas

- Sonia Viveros como Melissa.
- Carolina Arregui como Paulina Urzúa.
- Sonia Mena como Martinha Silveira / Dominique de Villaneuve.
- Pedro Villagra como Inspector Robles.
- Rodrigo Álvarez como ayudante del Inspector Robles.
- Eduardo Naveda como Mario Dümmer.
- Patricio Strahovsky como Tomás.
- José Soza

- Armando Fenoglio
- Gabriela Medina
- Cristián Campos como Max.
- Gloria Laso
- Rosita Ramírez
- Jaime Azócar
- Luis Arenas
- Claudia Paz
- Ana Reeves
- Willy Semler
- Alex Zisis
- Claudia Celedón
- Mauricio Pesutic
- Roberto Poblete
- César Arredondo
- Herval Abreu
- Elizabeth Abreu
- Katty Kowaleczko
- Mariana Prat
- Mane Nett
- Enrique Beníitez
- Roberto Brodsky
- Mario Bustos
- Tito Bustamante

## Equipo técnico
- Producción Ejecutiva: Sonia Füchs
- Dirección General: Herval Rossano [reemplazado por Ricardo Vicuña]
- Guion: María Elena Gertner
- Edición: Ricardo Vicuña
- Ambientación: Carlos Zapata
- Escenografía: Pedro Miranda
- Vestuario: Marco Correa
- Utilería: Yoshiro Sato
- Peinados: Patricio Araya
- Musicalización: Eduardo Garrido

## Banda sonora
- El Jardín de mi Canto - Enrique Abreu
- Y Aquí Estoy - Enrique Abreu